# Baril Peak
Baril Peak är en bergstopp i Kanada.   Den ligger i provinsen Alberta, i den södra delen av landet, 2 900 km väster om huvudstaden Ottawa. Toppen på Baril Peak är 3 000 meter över havet, eller 305 meter över den omgivande terrängen. Bredden vid basen är 2,8 km.
Terrängen runt Baril Peak är kuperad åt sydost, men åt nordväst är den bergig. Trakten runt Baril Peak är nära nog obefolkad, med mindre än två invånare per kvadratkilometer.. Det finns inga samhällen i närheten.
Trakten runt Baril Peak består i huvudsak av gräsmarker.